# NGC 3835
NGC 3835 је спирална галаксија у сазвежђу Велики медвед која се налази на NGC листи објеката дубоког неба.
Деклинација објекта је + 60° 7' 13" а ректасцензија 11h 44m 5,0s. Привидна величина (магнитуда) објекта NGC 3835 износи 12,3 а фотографска магнитуда 13,1. NGC 3835 је још познат и под ознакама UGC 6703, MCG 10-17-55, CGCG 292-21, IRAS 11413+6023, PGC 36493.